# Mouvement national somalien

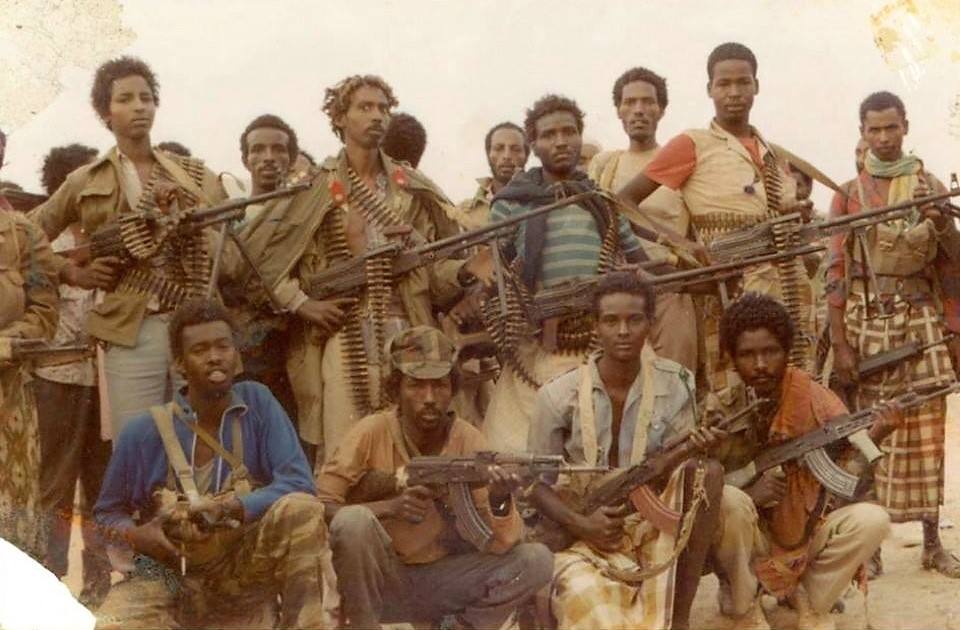
Combattants du Mouvement National Somalien

Le Mouvement national somalien (somali : Dhaq dhaqaaqa wadaniga soomaliyeed, DWS, arabe : الحركة الوطنية الصوماليه, anglais : Somali National Movement, SNM) est une organisation politico-militaire somalilandaise fondée en avril 1981 à Londres, au Royaume-Uni. Opposé d'abord au régime de Mohamed Siad Barre, regroupant les clans du groupe Issaq, le SNM prend une orientation indépendantiste au début des années 1990, déclarant la fondation de la République du Somaliland sur la partie nord du pays.

## Histoire
En avril 1981, des exilés du clan Isaaq, opposé au président Mohamed Siad Barre, fonde le Mouvement national somalien à Londres. Financé par l'Éthiopie, il est l'un des premiers et longtemps le plus important des groupes armés opposés au régime. En 1988, craignant une attaque de l'armée régulière, le SNM décide d'une offensive sur l'ensemble du nord de la Somalie. Malgré une rapide et meurtrière répression (Hargeisa est quasiment rasée par les bombardements) qui pousse 400 000 Somaliens à fuir le pays, le SNM réussit à conserver son avancée et finit par occuper l'ensemble de l'ancienne Somalie britannique, faisant 100 000 morts. Au sud, le Congrès de la Somalie unie réussit à prendre la capitale, Mogadiscio, provoquant la chute du régime de Mohamed Siad Barre, en janvier 1991. Face à la victoire de l'USC naît au sein du SNM un tendance indépendantiste qui aboutit à la fondation le 18 mai 1991 de la République du Somaliland,.
Le président du SNM et de la nouvelle république, Abdurahman Ahmed Ali, est fortement critiqué par son parti pour n'avoir su obtenir une reconnaissance internationale du Somaliland. Le 31 mars 1991, il est forcé d'abandonner ses fonctions. Mohamed Ibrahim Egal le remplace, provoquant une scission du parti, les deux factions se lançant dans une guerre fratricide jusqu'en 1996. En octobre 1995, Abdurahman Ahmed Ali, capturé, est jugé pour trahison, pour « direction d'une guérilla contre le gouvernement » et pour « opposition à la déclaration unilatérale d'indépendance du Somaliland ». Des mouvements rebelles continuent à s'opposer au SNM : l'United Somalia Front (ethnie issa), la Somali Democratic Alliance et l'United Somali Party (ethnie des Gadaboursis). La mort de Mohamed Ibrahim Egal porte Dahir Riyale Kahin au pouvoir et à la tête du parti, provoquant des tensions au sein du SNM et profitant à ses adversaires,. En 2010, le SNM perd les élections présidentielles au profit du Kulmiye, tout comme en 2017.